# Signed, Sealed & Delivered
Signed, Sealed & Delivered — двенадцатый студийный альбом американского певца, музыканта и автора песен Стиви Уандера, вышедший 7 августа 1970 года на лейбле Tamla Records. Это был первый альбом Уандера, в котором его имя фигурировало в списке продюсеров, хотя на самом деле он спродюсировал только два трека и был сопродюсером ещё трёх.
Пластинка смогла подняться на двадцать пятую строчку национального хит-парада альбомов, где она смогла продержаться 16 недель. В профильном соул-рейтинге лонгплей занял седьмое место, а общая длительность пребывания в нём составила 23 недели. По итогам года это позволило ему войти в список 50 самых популярных соул-пластинок 1970 года.

## Восприятие
В рецензии на The Village Voice в 1970 году Роберт Кристгау высказал мнение, что Signed, Sealed & Delivered имеет недостатки, но несмотря на это альбом «по-прежнему является самым захватывающим альбомом мужского соул-певца за очень долгое время». Кристгау поместил Signed, Sealed & Delivered на 11-е место лучших альбомов 1970 года и назвал его лучшим соул-альбомом года.
Винс Алетти из журнала Rolling Stone отметил, что в этом альбоме Уандера «больше изобретательного пения, чем вы, вероятно, найдёте во всём творчестве какого-либо другого исполнителя». По мнению Алетти, не все песни соответствуют энергии заглавного трека, однако в альбоме нет плохих треков. Обозреватель Billboard выразил сходную точку зрения, сравнив голос певца с хорошим вином, которое со временем становится только лучше. Он также уважительно высказался об удивительном упорстве Уандера идти наперекор мнению звукозаписывающей компании и его постоянном творческом росте, который новый диск очередной раз подтвердил.
Рон Винн в рецензии для портала AllMusic поставил альбому три звезды из пяти, отметив, что внимание Уандера, казалось, было больше сосредоточено на социальных проблемах, а не на коммерческом успехе пластинки.

## Список песен
| №  | Название                              | Автор(ы)                                                  | Длительность |
| -- | ------------------------------------- | --------------------------------------------------------- | ------------ |
| 1. | «Never Had a Dream Come True»         | Стиви Уандер, Генри Косби, Сильвия Мой                    | 2:59         |
| 2. | «We Can Work It Out»                  | Джон Леннон, Пол Маккартни                                | 3:05         |
| 3. | «Signed, Sealed, Delivered I’m Yours» | Ли Гарретт, Лулу Мэй Хардауэй, Стиви Уандер, Сайрита Райт | 2:46         |
| 4. | «Heaven Help Us All»                  | Рон Миллер                                                | 2:59         |
| 5. | «You Can’t Judge a Book by Its Cover» | Генри Косби, Пэм Сойер, Стиви Уандер                      | 2:32         |
| 6. | «Sugar»                               | Дон Хантер, Стиви Уандер                                  | 2:51         |

| №  | Название                          | Автор(ы)                                                | Длительность |
| -- | --------------------------------- | ------------------------------------------------------- | ------------ |
| 1. | «Don’t Wonder Why»                | Леонард Кастон                                          | 4:45         |
| 2. | «Anything You Want Me to Do»      | Дон Хантер, Хардауэй, Пол Райсер, Стиви Уандер          | 2:24         |
| 3. | «I Can’t Let My Heaven Walk Away» | Джо Хинтон, Пэм Сойер                                   | 2:50         |
| 4. | «Joy (Takes Over Me)»             | Дюк Браунер                                             | 2:25         |
| 5. | «I Gotta Have a Song»             | Дон Хантер, Лулу Мэй Хардауэй, Пол Райзер, Стиви Уандер | 2:32         |
| 6. | «Something to Say»                | Дон Хантер, Стиви Уандер                                | 3:15         |

## Участники записи
- Стиви Уандер — вокал, бэк-вокал, губная гармоника, ударные, перкуссия, фортепиано, орган, клавинет
- The Andantes[англ.] — бэк-вокал (в песнях «Don’t Wonder Why», «I Can’t Let My Heaven Walk Away», «Joy (Takes Over Me)»)
- Wonderlove:
  - Линда Лоренс[англ.] — бэк-вокал (в песнях «Signed, Sealed, Delivered I’m Yours», «You Can’t Judge a Book by Its Cover»)
  - Венетта Филдс[англ.] — бэк-вокал (в песнях «Signed, Sealed, Delivered I’m Yours», «You Can’t Judge a Book by Its Cover»)
  - Сайрита Райт[англ.] — бэк-вокал (в песнях «Signed, Sealed, Delivered I’m Yours», «You Can’t Judge a Book by Its Cover»)
- The Originals[англ.] — бэк-вокал (в песне «Don’t Wonder Why»)
- Джеймс Джеймерсон[англ.] — бас-гитара
- Боб Бэббит[англ.] — бас-гитара (в песнях «We Can Work It Out», «Signed, Sealed, Delivered I’m Yours»)
- Деннис Коффи[англ.] — гитара
- Эдди Уиллис[англ.] — электрический ситар (в песне «Signed, Sealed, Delivered I’m Yours»)
- Ричард «Пистолет» Аллен[англ.] — ударные
- The Funk Brothers[англ.] — все остальные инструменты[17]

## Позиции в хит-парадах
| Год  | Хит-парад                 | Высшая позиция | Пребывание |
| ---- | ------------------------- | -------------- | ---------- |
| 1970 | США (Billboard 200)       | 25             | 16 недель  |
| 1970 | США (Billboard Soul LP’s) | 7              | 23 недели  |

| Год  | Хит-парад                   | Позиция |
| ---- | --------------------------- | ------- |
| 1970 | США (Billboard Soul Albums) | 41      |